# Solieria chordalis
Espèce
Solieria chordalis est une espèce d'algues rouges de la famille des Solieriaceae. Des échouages massifs de cette algue sont constatés périodiquement sur les côtes normandes et bretonnes en France. Différents projets sont à l'étude pour valoriser les algues échouées notamment pour éviter leur putréfaction sur les plages.

## Systématique
Le nom correct complet (avec auteur) de ce taxon est Solieria chordalis (C.Agardh) J.Agardh, 1842.
L'espèce a été initialement classée dans le genre Delesseria sous le basionyme Delesseria chordalis C.Agardh, 1822.
Solieria chordalis a pour synonymes :
- Delesseria chordalis C.Agardh, 1822
- Gigartina gaditana Mont., 1839